# 아브로 튜더

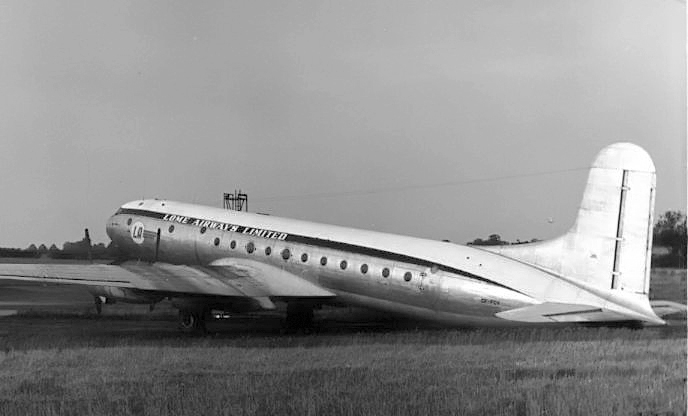

아브로 튜더(Avro Tudor)는 아브로 링컨에 기초하여서 개발된 4발 프로펠러 여객기로 아브로 사가 총 38대 제작하였다. 아브로 튜더는 장거리 폭격기 랭카스터에서 갈라져 나온 링컨을 모체로 개발된 만큼 장거리 항로에 적합하였다. 그래서 영국유럽항공은 발주하지 않았다. 그러나 장거리 루트를 가지고 있는 영국해외항공이나 영국남미항공 측에서는 이 기체를 반겼다. 특히 영국남미항공측에서는 이것의 대부분을 발주하였다. 그러나 이 기체가 실패한 원인은 전쟁 후에 더글러스 DC-4 같은 미국의 여객기들이 해외시장을 모두 장악한 상태여서 결국 영국 이내에서만 판매되었고 해외에서는 거의 주문하지 않았다. 종류는 튜더 I, II, III, IV, V, VI, VII, 8,9가 있다. 튜더 8형은 롤스-로이스 넨 제트엔진을 넣은, 터보프롭 시험기였다. 이 기체를 기반으로 아브로 사는 애스톤이라는, 튜더를 기반으로 하였으나, 테일드래거 형식 랜딩기어 대신 자전거형 랜딩기어를 사용한 실험적 제트 여객기를 개발하였다.
주문자
- 로마 항공사(캐나다 국적)
- 영국해외항공
- 영국남미항공
- 에어 카터
- 에어플라이트
- 서리 플라잉 서비스

## 같이 보기
- 아브로 링컨
- 아브로 랭카스터리안